# خالد ود البيه
خالد البيه أو خالد ود البيه (من مواليد 22 أبريل 1980) رسام كاريكاتير سياسي وناشط في مجال الحقوق المدنية وصحفي مستقل وكاتب سوداني، نشأ كجزء من الشتات السوداني في الدوحة، قطر. نشر رسومه الكاريكاتورية الاجتماعية والسياسية ومقالاته في وسائل الإعلام العربية والدولية على الإنترنت، وكثيرا ما عُرض فنه الغرافيكي على المستوى الدولي.

## الحياة والمسيرة الفنية
نشأ البيه، وهو نجل دبلوماسي سوداني سابق، خارج وطنه الأم، وولد في بوخارست عاصمة رومانيا سنة 1980، إذ اضطرت عائلته إلى ترك السودان لدى انطلاقة حكم ثورة الإنقاذ. بالإضافة إلى عمله المستقل كرسام كاريكاتير سياسي وناشط، تم تعيينه كرئيس للتركيب والتصميم في هيئة متاحف قطر. منذ عام 2017، يعيش في كوبنهاجن، الدنمارك، حيث تمت دعوته من قبل برنامج منظمة أيكورن الدولية (ICORN) للعمل كفنان في المدينة.
ينشر البيه تعليقاته الاجتماعية والسياسية المكتوبة أو من خلال الرسم في الصحف والمجلات المعروفة مثل الجزيرة، الجارديان أو ذا أتلانتيك، وينشر رسوماته على صفحاته على وسائل التواصل الاجتماعي تحت اسم "Khartoon!"، وهو تلاعب بالألفاظ يدمج بين كلمتي الكرتون والخرطوم، عاصمة السودان.
في سبتمبر 2016، عندما كان زميلًا في مجال حقوق الإنسان في كلية كولبي في ولاية مين بالولايات المتحدة، ابتكر البيه رسمًا كاريكاتوريًا للاعب كرة القدم الأمريكي وناشط الحقوق المدنية كولين كايبرنيك، راكعًا مع تسريحة شعره الأفرو على شكل قبضة سوداء، وجذب رسمه ذلك انتباه الكثيرين حينها. من خلال هذا الكارتون الذي تمت مشاركته على نطاق واسع، أراد البيه استحضار الصور التاريخية للرياضيين الأمريكيين الأفارقة الذين اتخذوا موقفًا ثابتًا فيما يخص الحريات المدنية. في عام 2016 أيضًا، قام البيه وعشرة فنانين بصريين آخرين من الشرق الأوسط برحلة برية عبر الولايات المتحدة، لاستكشاف الحقوق المدنية الأمريكية والعلاقات مع مواطني البلدان الأخرى والتعليق عليها.
في عام 2019 وبالتعاون مع المركز الثقافي الألماني (معهد جوته) بالخرطوم، قام البيه بتحرير كتاب مصور بعنوان «سودان ريتولد» (السودان المعاد روايته). يقدم هذا الكتاب الفني تصورات فنية لتاريخ السودان من قبل 30 فنانًا سودانيًا شابًا، بما في ذلك قصص مصورة عن التاريخ الاستعماري للبلاد، ورسوم كاريكاتورية معبرة عن لغاتها المتنوعة أو ساعية لتغيير المثل الشائعة للجمال الأنثوي في السودان.
عرضت رسوم البيه في أماكن عامة كجزء في مجموعة أو بمفردها في عدد من المعارض في دول الخليج وأوروبا، والولايات المتحدة. في عام 2019، حصل على إقامة فنانين الحرية من قبل منظمة ARC في مدينة نيويورك.
في عام 2020، تم تقديم أعمال ونشاط البيه كمعرض افتراضي على فنون وثقافة جوجل.

## نشاطه في الحقوق المدنية والصحافة المستقلة
بصفته ناشطًا في مجال الحقوق المدنية العالمية، لم يكتف البيه بالتعليق على الأحداث السياسية في وطنه السودان، بل نشر أيضًا رسومًا كاريكاتورية وفتح مناقشات حول الأحداث الجارية الأخرى، مثل الانتفاضات الشعبية المعروفة باسم الربيع العربي أو مصير اللاجئين السوريين الفارين من الحرب الأهلية، وجسد في رسمه الكاريكاتيري وفاة آلان كردي.
أدلى البيه بتصريح على قناة الجزيرة عبر الإنترنت من قطر حول المخاطر المستمرة لما اعتبره ثورة مضادة ضد الثورة السودانية 2018/19، حيث كتب «أن استبدال الدكتاتوريين القدامى بأولئك الشباب لن يحل مشاكل المنطقة.»
وصرح في صحيفة الجارديان البريطانية: «لقدومي من السودان، وهو بلد يقع في إفريقيا وجزء من الشرق الأوسط، أحمل عبء واحدة من أكثر المناطق» تعقيدًا «في العالم. وهذا وفقًا للرواية الغربية - كما لو أن الغرب لم يكن أحد العوامل الرئيسية المسببة لهذا التعقيد في المنطقة».
وشدد البيه على أهمية متابعة المواطنين السودانيين الذين يعيشون في الخارج للتغييرات السياسية في الوطن، ونقل عنه في هاربر بازار آرابيا: «هذا وقت مهم للغاية بالنسبة للمغتربين السودانيين للدفاع عن أولئك الذين يناضلون من أجل الحرية والأمل في الوطن. لقد حان الوقت الآن للمجتمع الدولي لدعم أصوات أولئك الذين يناضلون من أجل حريتهم على الأرض».
من بين أهداف البيه الأخرى دعم الشبكات الاجتماعية الخاصة بالفنانين الذين يعيشون في بلدان ذات قيود على التعبير الفني ويفتقرون إلى التقدير العام. ومن هذا المنطلق، شارك في مهرجان الفنون المنظم بشكل مستقل في قرية كرمكول السودانية (مسقط رأس الكاتب السوداني البارز الطيب صالح) في ديسمبر 2017. ومن مشاريعه الأخرى للتواصل "FADAA"، وهي منصة غير ربحية على الإنترنت، تهدف إلى تقديم روابط مناسبة بين رعاة الفن والفنانين.
في فبراير 2021، نشرت مجلة أندريا الثقافية السودانية مقالاً عن الرسوم الكاريكاتورية والتعليقات الشخصية للبيه على وباء كوفيد -19 في السودان.

## أبرز المعارض والجوائز
- African and Hague Justice، مجموعة مختارة من الرسوم الكاريكاتورية الأفريقية المتعلقة بالمحكمة الجنائية الدولية، لاهاي، 2014
- ليس مضحكا: كاريكاتير سياسي لخالد البيه، المتحف العربي الأمريكي، ديربورن، ميشيغان، 2015
- # خرتون! -خالد البيه في هارفارد، مركز دراسات الشرق الأوسط، جامعة هارفارد، 2016
- do it بالعربي نسخة محفوظة 29 مايو 2024 على موقع واي باك مشين.، معرض جماعي من تنظيم مؤسسة الشارقة للفنون، الشارقة، الإمارات العربية المتحدة، 2016[26]
- مشروع أتريوم: خالد البيه، متحف الفن المعاصر في جاكسونفيل، 2019
- زميل أوك في معهد أوك لدراسة حقوق الإنسان الدولية، مركز كولبي للفنون والعلوم الإنسانية، 2016
- فنان ضيف في برنامج شبكة مدن اللاجئين الدولية (أيكورن)، كوبنهاغن، الدنمارك، 2017
- زمالة سوروس للفنون، 2018[27]
- منح إقامة فناني الحرية من قبل ARC، مدينة نيويورك، الولايات المتحدة، 2019
- التعثر لا يعني الوقوع، منصة آرت إكس الثقافية، مانهاتن، مدينة نيويورك، 2019[5]

## روابط خارجية
- صفحة الويب الخاصة بخالد البيه
- خالد البيه على Google Arts & Culture
- كارتون خالد البيه لرسام الكاريكاتير البرازيلي كارلوس لطوف
- «كيف تجعل الجانب الآخر إلى جانبك؟» خالد البيه | محادثات لاهاي على يوتيوب
- عبور الخط، مشروع للمؤسسة الاجتماعية للفنانين الثقافيين
- سودان ريتولد، كتاب فني عن مستقبل وتاريخ السودان